# Neustadt an der Weinstraße
Neustadt an der Weinstraße és una ciutat alemanya situada a la regió vitivinícola del Palatinat de Renània-Palatinat. És un dels principals centres productors de vi del país.
Forma part de l'àrea metropolitana Rin-Neckar.